# Creta Forata
La Creta Forata (littéralement « Crête Percée ») est un sommet des Alpes, à 2 462 m, dans les Préalpes carniques, en Italie (Frioul-Vénétie Julienne).